# Malisziak
A malisziak ókori népcsoport voltak, akik a Szperkheiosz folyó torkolata környékén Thermopülaitól északra, Thesszáliától délre, Maliszban, a Maliszi-öböl névadójában éltek. Nyelvük indoeurópai volt, valószínűleg a görög nyelvjárások közeli rokona, mert vallási közösségben éltek a legfontosabb görög csoportokkal. Legfontosabb városuk Trakhisz volt. Nyugatra tőlük az ainisziak laktak.
Leginkább a parittyavetésben és a gerelyvetésben voltak jártasak. Három fő törzsre oszlottak, ezek a Paraloi, Thiriné és Trakhinoi voltak.
Anthele városban a Thermopülai-szoros bejáratánál volt a malisziak fontos Démétér temploma, a későbbi delphoi amphiktüonia első központja.
A malisziak i. e. 426-ban segítséget kértek Spártától az oitéiek ellen viselt háborújukban. A spártaiak ezután megalapították Hérakleia Trakhiszt Trakhisz helyén. A következő évtizedekben a malisziak spártai hegemónia alatt éltek, amíg fel nem lázadtak a korinthoszi háborúban. Ekkor elvesztették a Szperkheiosztól délre eső földjeiket, Hérakleia Trakhiszt az oitéiek kapták meg, és Lamia lett Malisz új fővárosa.
Az oitéiekkel (ainisziakkal) együtt a malisziak tagjai lettek a Korinthoszi Szövetségnek, majd i. e. 235-től az Aitóliai Szövetségnek. i. e. 189-ben Akhaia Phthiotiszhoz csatolták őket és ettől kezdve thesszáliaiaknak számítottak.